# Luke Saville
Luke Saville (Barmera, 1 februari 1994) is een Australische tennisspeler. Hij heeft nog geen ATP-toernooi gewonnen. Wel deed hij al mee aan een grandslamtoernooi. Hij heeft dertien challengers op zijn naam staan in het dubbelspel.

## Palmares

### Dubbelspel
| Nr.                              | Datum             | Toernooi        | Ondergrond    | Partner            | Tegenstanders in finale             | Score                | Details |
| -------------------------------- | ----------------- | --------------- | ------------- | ------------------ | ----------------------------------- | -------------------- | ------- |
| Verloren finales herendubbel     |                   |                 |               |                    |                                     |                      |         |
| 1.                               | 2 februari 2020   | Australian Open | Hardcourt     | Max Purcell        | Rajeev Ram Joe Salisbury            | 4–6, 2–6             | Details |
| 2.                               | 1 november 2020   | ATP Nur-Sultan  | Hardcourt (i) | Max Purcell        | Sander Gillé Joran Vliegen          | 5–7, 3–6             | Details |
| 3.                               | 6 februari 2022   | ATP Pune        | Hardcourt     | John-Patrick Smith | Rohan Bopanna Ramkumar Ramanathan   | 7–6(10), 3–6, [6–10] | Details |
| 4.                               | 25 juni 2022      | ATP Eastbourne  | Gras          | Matwé Middelkoop   | Nikola Mektić Mate Pavić            | 4–6, 2–6             | Details |
| 5.                               | 25 september 2022 | ATP San Diego   | Hardcourt     | Jason Kubler       | Nathaniel Lammons Jackson Withrow   | 6–7(5), 2–6          | Details |
| Gewonnen challengers herendubbel |                   |                 |               |                    |                                     |                      |         |
| 1.                               | 7 februari 2016   | Launceston      | Hardcourt     | Jordan Thompson    | Dayne Kelly Matt Reid               | 6-1, 4-6, [13-11]    |         |
| 2.                               | 27 maart 2016     | Shenzhen        | Hardcourt     | Jordan Thompson    | Saketh Myneni Jeevan Nedunchezhiyan | 3-6, 6-4, [12-10]    |         |
| 3.                               | 31 juli 2016      | Lexington       | Hardcourt     | Jordan Thompson    | Nicolaas Scholtz Tucker Vorster     | 6-2, 7-5             |         |
| 4.                               | 6 november 2016   | Canberra        | Hardcourt     | Jordan Thompson    | Matt Reid John-Patrick Smith        | 6-2, 6-3             |         |
| 5.                               | 12 februari 2017  | Launceston      | Hardcourt     | Bradley Mousley    | Alex Bolt Andrew Whittington        | 6-2, 6-1             |         |
| 6.                               | 25 februari 2018  | Kioto           | Hardcourt (I) | Jordan Thompson    | Go Soeda Yasutaka Uchiyama          | 6-3, 5-7, [10-6]     |         |
| 7.                               | 30 september 2018 | Tiburon         | Hardcourt     | Hans Hach Verdugo  | Gerard Granollers Pedro Martínez    | 6-3, 6-2             |         |
| 8.                               | 17 november 2018  | Bangalore       | Hardcourt     | Max Purcell        | Purav Raja Antonio Šančić           | 7-63, 6-3            |         |
| 9.                               | 6 januari 2019    | Playford        | Hardcourt     | Max Purcell        | Ariel Behar Enrique Lopez-Perez     | 6-4, 7-5             |         |
| 10.                              | 3 februari 2019   | Launceston      | Hardcourt     | Max Purcell        | Hiroki Moriya Mohamed Safwat        | 7-5, 6-4             |         |
| 11.                              | 24 maart 2019     | Zhangjiagang    | Hardcourt     | Max Purcell        | Hans Hach Verdugo Sriram Balaji     | 6-2, 7-55            |         |
| 12.                              | 21 april 2019     | Anning          | Gravel        | Max Purcell        | Hans Podlipnik Castillo David Pel   | 4-6, 7-5, [10-5]     |         |
| 13.                              | 5 mei 2019        | Seoel           | Hardcourt     | Max Purcell        | Ruben Bemelmans Serhij Stachovsky   | 6-4, 7-67            |         |
| 14.                              | 28 juli 2019      | Binghamton      | Hardcourt     | Max Purcell        | JC Aragone Alex Lawson              | 6-4, 4-6, [10-5]     |         |
| 15.                              | 27 oktober 2019   | Traralgon       | Hardcourt     | Max Purcell        | Brydan Klein Scott Puodziunas       | 6-7(2), 6-3, [10-4]  |         |
| 16.                              | 12 januari 2020   | Canberra        | Hardcourt     | Max Purcell        | Jonathan Erlich Andrei Vasilevski   | 7-6(3), 7-6(3)       |         |

## Resultaten grandslamtoernooien
| Legenda | Legenda                          |
| ------- | -------------------------------- |
| g.t.    | geen toernooi gehouden           |
| l.c.    | lagere categorie                 |
| –       | niet deelgenomen                 |
| G       | uitgeschakeld in de groepsfase   |
| 1R      | uitgeschakeld in de eerste ronde |
| 2R      | uitgeschakeld in de tweede ronde |
| 3R      | uitgeschakeld in de derde ronde  |
| 4R      | uitgeschakeld in de vierde ronde |
| KF      | uitgeschakeld in de kwartfinale  |
| HF      | uitgeschakeld in de halve finale |
| F       | de finale verloren               |
| W       | het toernooi gewonnen            |
| w-v     | winst/verlies-balans             |

### Enkelspel
| Grandslamtoernooien |      |      |      |     |      |      |      |      |     |
| Australian Open     | 1R   | –    | 1R   | –   | –    | –    | –    | –    | –   |
| Roland Garros       | –    | –    | –    | –   | –    | –    | –    | –    | –   |
| Wimbledon           | –    | 2R   | 1R   | 1R  | –    | –    | –    | g.t. | –   |
| US Open             | –    | –    | –    | –   | –    | –    | –    | –    | –   |
| Olympische Spelen   |      |      |      |     |      |      |      |      |     |
| Olympische Spelen   | g.t. | g.t. | g.t. | –   | g.t. | g.t. | g.t. | g.t. | 1R  |
| Statistieken        |      |      |      |     |      |      |      |      |     |
| titels per jaar     | 0    | 0    | 0    | 0   | 0    | 0    | 0    | 0    | 0   |
| Eindejaarsranking   | 398  | 164  | 187  | 263 | 521  | 362  | 321  | 372  | 642 |

### Mannendubbelspel
| Grandslamtoernooien |     |      |      |     |      |      |      |      |      |      |      |
| Australian Open     | 1R  | 1R   | 1R   | 1R  | 1R   | 2R   | 1R   | F    | 2R   | 1R   | 3R   |
| Roland Garros       | –   | –    | –    | –   | –    | –    | –    | 1R   | 3R   | 2R   |      |
| Wimbledon           | –   | –    | –    | –   | –    | –    | 1R   | g.t. | 3R   | 1R   |      |
| US Open             | –   | –    | –    | –   | –    | –    | –    | 1R   | 1R   | 2R   |      |
| ATP Masters 1000    |     |      |      |     |      |      |      |      |      |      |      |
| Indian Wells        | –   | –    | –    | –   | –    | –    | –    | g.t. | 1R   | –    | –    |
| Miami               | –   | –    | –    | –   | –    | –    | –    | g.t. | KF   | –    | –    |
| Monte Carlo         | –   | –    | –    | –   | –    | –    | –    | g.t. | 1R   | –    | –    |
| Madrid              | –   | –    | –    | –   | –    | –    | –    | g.t. | 2R   | –    | –    |
| Rome                | –   | –    | –    | –   | –    | –    | –    | KF   | 1R   | –    |      |
| Montreal/Toronto    | –   | –    | –    | –   | –    | –    | –    | g.t. | KF   | –    |      |
| Cincinnati          | –   | –    | –    | –   | –    | –    | –    | 1R   | 1R   | –    |      |
| Shanghai            | –   | –    | –    | –   | –    | –    | –    | g.t. | g.t. | g.t. |      |
| Parijs              | –   | –    | –    | –   | –    | –    | –    | 1R   | 1R   | –    |      |
| Olympische Spelen   |     |      |      |     |      |      |      |      |      |      |      |
| Olympische Spelen   | –   | g.t. | g.t. | –   | g.t. | g.t. | g.t. | g.t. | 1R   | g.t. | g.t. |
| Statistieken        |     |      |      |     |      |      |      |      |      |      |      |
| titels per jaar     | 0   | 0    | 0    | 0   | 0    | 0    | 0    | 0    | 0    | 0    | 0    |
| Eindejaarsranking   | 394 | 649  | 403  | 141 | 130  | 121  | 84   | 37   | 21   | 77   |      |